# Die Liebe siegt (1934)
Die Liebe siegt ist ein deutscher Spielfilm aus dem Jahre 1934 von Georg Zoch mit Trude Marlen, Willy Eichberger und Susi Lanner in den Hauptrollen.

## Handlung
Reklamefotograf Willy Schneider und Musiker Max Brehmer wohnen arm aber zufrieden unter einem Dach, in einem Atelier. Als Hausverwalter Neumann die eingeforderte Miete einkassieren will, wird Willy gerade vom Reklamechef des Bergerschen Seidensyndikats, Döring, in Beschlag genommen. Der möchte gern einige seiner Reklamefotos haben, um diese seinem Chef, Direktor Berger, zu präsentieren. Bei Herrn Bergers Domizil sieht er, wie gerade Renée Neumann, die Tochter seines Hausverwalters, die als Stenotypistin in einem Autohaus arbeitet, das Haus des Direktors verlässt. Beide fahren gemeinsam in ihrem Wagen fort, und man beginnt sich ineinander zu verlieben. Als leidenschaftlicher Fotograf, der er ist, macht Willy natürlich auch ein Foto von Renée. Für den darauf folgenden Tag verabreden sich die beiden Turteltauben in einem Café. An diesem nächsten Tag begeht Renée jedoch einen Fauxpas, denn sie hat das für den gestrigen Besuch von ihrer Schwester Elli heimlich ausgeborgte Kleid nicht rechtzeitig zurückgebracht, sodass Elli, die das Kleid für ein Vorstellungsgespräch als angehende Sängerin in einem Theater benötigte, die erhoffte Anstellung nicht bekam. Um wenigsten zu etwas nütze zu sein, will Elli ihren alten Vater entlasten und nun bei Max und Willy die dringend benötigte Miete abkassieren. Elli lernt dabei Max kennen, und beide finden Gefallen aneinander. Als Max von Ellis Malheur und dem verpatzten Theaterengagement erfährt, will er ihr helfen und sagt, sie solle ihn doch bei seinem nächsten Engagement als Musiker begleiten, er werde sie in diesem Varieté schon irgendwie unterbringen.
Derweil wird Renée, die sich im Autohaus ihres Chefs um den alten Seiden-Berger kümmern soll, der Interesse an einem neuen Auto zeigt, von selbigem aufgehalten, sodass sie die Verabredung mit Willy im Café versäumt. Der Fotograf ist deswegen sauer und überlässt enttäuscht dem Berger-Konzern das gestern geschossene Foto Renées. Prompt wird ihr Konterfei zu Werbezwecken eingesetzt und prangt nun bald auf allen Plakaten der Stadt, worüber Renée sehr erbost und enttäuscht ist, weil sie das von ihrer neuen Bekanntschaft nun wirklich nicht erwartet hätte. Durch weitere Verwicklungen fühlt sich nun bald auch Willy wiederum von seiner großen Liebe getäuscht. Er will sich mit ihr versöhnen, was ihm aber gründlich misslingt. Vater Neumann bemerkt, dass auch Renée geknickt ist und errät den Grund dafür. Als Musikus Max Freund Willy zu seinem Auftritt im Odeon-Theater einlädt, schleppt der alte Neumann auch seine Tochter dorthin mit. Zu seiner großen Überraschung muss er erkennen, dass auch Töchterchen Elli anwesend ist und gemeinsam mit Max auf der Bühne steht. Noch überraschender für ihn ist die Information, dass sich Max und Elli zwischenzeitlich verlobt haben. Nun kann er sich ganz der Versöhnungsarbeit Renée und Willy betreffend zuwenden, doch die beiden haben längst von sich aus zueinander gefunden und alle Missverständnisse geklärt.

## Produktionsnotizen
Die Liebe siegt wurde von Mitte Juli bis Mitte August 1934 in den UFA-Ateliers und im Tonfilmstudio Carl Froelich gedreht und am 22. November 1934 in zwei Berliner UFA-Lichtspieltheatern (Kurfürstendamm und Friedrichstraße) uraufgeführt.
Komponist Harald Böhmelt hatte auch die musikalische Leitung. Erich Czerwonski entwarf die Filmbauten. Hans Conradi übernahm die Produktionsleitung. Für den Ton sorgte Adolf Jansen.

## Staatliche Rezeption, Verbot, politische Auswirkungen und filmhistorische Bedeutung
Der inhaltlich völlig banale Film ist nur aus einem Grund von filmhistorischer Bedeutung und hat, einmalig im nationalsozialistischen Kinogeschehen des Dritten Reichs, aus höchst ungewöhnlichen und völlig anderen als erwarteten Gründen Geschichte geschrieben: Ihn ereilte am 12. Januar 1935 ein von der Filmprüfstelle ausgesprochenes Aufführungsverbot, aber nicht etwa aus politischen bzw. ideologischen Gründen oder weil man nachträglich feststellen musste, dass Juden an der Herstellung von Die Liebe siegt beteiligt gewesen wären. Die Liebe siegt traf vielmehr den ganz persönlichen Bannstrahl des Propagandaministers Joseph Goebbels, der an diesem Streifen und dem genau eine Woche später in exakt denselben Kinos angelaufenen Lustspiel Ein Kind, ein Hund, ein Vagabund ein Exempel statuieren wollte: Goebbels befand, dass die künstlerische Qualität dieser beiden von zwei kleinen Produktionsfirmen hergestellten Streifen unterirdisch schlecht sei.
In der Begründung für das von Goebbels bereits Ende November 1934 ausgesprochene Verbot, das auch nach einer erneuten Vorlage von der Oberprüfstelle bestätigt wurde und im Januar 1935 schließlich rechtskräftig wurde, hieß es in der offiziellen Verlautbarung: Es handele sich bei beiden Filmen um „seichte und geschmacklose Machwerke“. In beiden Fällen, so die Urteilsbegründung, sei „mit vollkommen phantasielosen Mitteln verfahren worden, hat man die am Film tätigen künstlerischen Kräfte mißbraucht, um die geschmack-, niveau-  und geistlose Verblödungsware herzustellen, und Arbeiten zustande zu bringen, die zwar zu polizeilichen und zensurmäßigen Maßnahmen keinen Anlaß gaben, aber die stärksten geschmacklichen Bedenken hervorriefen.“ Weiters wurde darauf hingewiesen, dass die Verbote ausgesprochen worden seien, um den deutschen Filmherstellern klarzumachen, dass die Reichsregierung nicht länger gewillt sei, unterdurchschnittliche Filmware von, wie es hieß, „künstlerisch gewissenlosen Filmproduzenten“ weiterhin widerspruchslos zu dulden, auch wenn dies damit begründet wäre, dass sich nur solch leichtgewichtiges Material im Ausland verkaufen ließe. Diese Filme seien, so war weiters zu lesen, derart schlecht gewesen, dass man durch Drehbuchänderungen, eventuell durchzuführende Schnitte oder Nachdrehs auch nichts mehr an der als ungenügend empfundenen Qualität hätte ändern können. In der Verbotsbegründung wurde zugleich der Hoffnung Ausdruck verliehen, dass dieses Verbot ein heilvolles Warnsignal an die deutsche Filmindustrie sei, um in Zukunft stärker auf die Qualität zu achten.
Wie in der nachfolgenden Analyse der Österreichischen Film-Zeitung kritisiert wurde, sei dieser signifikante Eingriff in die deutsche Filmherstellung seitens des deutschen Propagandaministeriums jedoch nur dazu angetan, die Verunsicherung in der Zusammenarbeit künstlerischer Kräfte einerseits mit zahlungskräftigen Finanziers und der Goebbels-Behörde andererseits extrem zu fördern. Musste bislang jedes Drehbuch dem Reichsfilmdramaturgen zur Genehmigung einer Verfilmung schon deshalb vorgelegt werden, um die erhoffte, polizeiliche Zensur-Freigabe zugesichert zu bekommen, so müssten nunmehr auch andere, nämlich künstlerische Merkmale, die kaum vorher zu garantierenden Qualitätszusagen bedeuteten, berücksichtigt werden. Kritisiert wurde in der Österreichischen Film-Zeitung vor allem auch die dadurch von der deutschen Regierung forcierte Verschärfung politischer Einflussnahme auf die Drehbuchherstellung. Die Causae Die Liebe siegt und Ein Kind, ein Hund, ein Vagabund würden auch bedeuten, dass der Reichsfilmdramaturg, anders als bisher, starken Einfluss auf jedwede Drehbuchherstellung bekäme und es kaum mehr Möglichkeiten gäbe, einen Film vor einem Verbot zu bewahren, da spätere Drehbuchkorrekturen ein Verbot nicht mehr verhindern würde. Kompromisse wären daher in Zukunft unmöglich, und eine Drehbuchablehnung durch die Behörde wäre somit auch nicht mehr durch nachträgliche Änderungen abzuwehren. Die Österreichische Film-Zeitung wies weiters darauf hin, dass sich Filmfinanziers durch diese neue Rechtslage fortan sehr überlegen würden, überhaupt noch ihr Geld in die Herstellung von Filmen zu investieren, da die Gefahr eines Totalverlustes der getätigten Investition zu groß geworden sei.